# Scudo termico
Lo scudo termico o Sistema di protezione termico (in inglese Thermal Protection System o TPS) è una parte essenziale di un veicolo spaziale che deve effettuare un rientro atmosferico o un veicolo che si muove ad alta velocità nell'atmosfera di un pianeta. Il suo scopo consiste nel proteggere il veicolo dal calore che si sviluppa quando esso si muove ad alta velocità in una atmosfera. Ci sono due tipi principali di scudi termici:
- riutilizzabili, materiali che non cambiano la propria massa e le proprie proprietà dopo l'esposizione all'ambiente di rientro
- ablativi, materiali che smaltiscono i carichi termici attraverso cambiamenti di fase e perdita di massa

## Sistemi di protezione termici

### Ablativi
Il tipo di scudo termico che protegge meglio dai flussi di calore è lo scudo termico ablativo. Questo scudo solleva lo shock layer dalla parete esterna dello scudo termico attraverso il processo di ablazione. Esso prevede la bruciatura, la fusione e la sublimazione attraverso la pirolisi degli strati dello scudo. I gas prodotti dalla pirolisi spingono via il flusso caldo di gas e possono anche bloccare il flusso di calore radiativo poiché introducendo carbonio nello shock layer esso diventa opaco otticamente. Il principale meccanismo di protezione termica della sonda Galileo era il blocco del flusso di calore radiativo. Attraverso l'analisi termogravimetrica si possono valutare le performance della pirolisi, e quindi del processo ablativo.
Uno dei materiali utilizzati per gli scudi ablativi è il carbonio fenolico (phenolic carbon). La conducibilità termica di un materiale è proporzionale alla sua densità, e il carbonio fenolico è molto efficace come materiale ablativo ma possiede anche lo svantaggio di una elevata densità. Se il flusso di calore presente durante il rientro del veicolo è insufficiente ad innescare la pirolisi, la elevata conduttività del materiale può permettere al flusso di calore di entrare in contatto con la parte da proteggere, con il conseguente fallimento del sistema di protezione. Di conseguenza, il carbonio fenolico non è un materiale appropriato per le traiettorie che hanno flussi di calore ridotti. In questi casi è preferibile utilizzare materiali a densità inferiore come i seguenti:

#### AVCOAT
L'AVCOAT 5026-39 è un materiale creato dalla Avco negli anni '60 per il rientro delle navette del Programma Apollo.

#### SLA-561V
L'acronimo SLA significa Super Light weight Ablator. È un materiale di proprietà della Lockheed Martin utilizzato come materiale principale negli scudi termici di tutte le sonde NASA inviate su Marte. Il processo ablativo di questo materiale inizia quando il flusso di calore raggiunge i 75 W/cm2 ma non è più efficace quando il calore supera i 300 W/cm2. Mentre lo scudo del Mars Science Laboratory è progettato per ricevere un flusso di calore di 234 W/cm2, il calore affrontato dallo scudo della sonda Viking 1 fu di 21 W/cm2. Nel caso del Viking, il materiale ablativo servì esclusivamente come isolante termico e non subì mai un processo ablativo. 

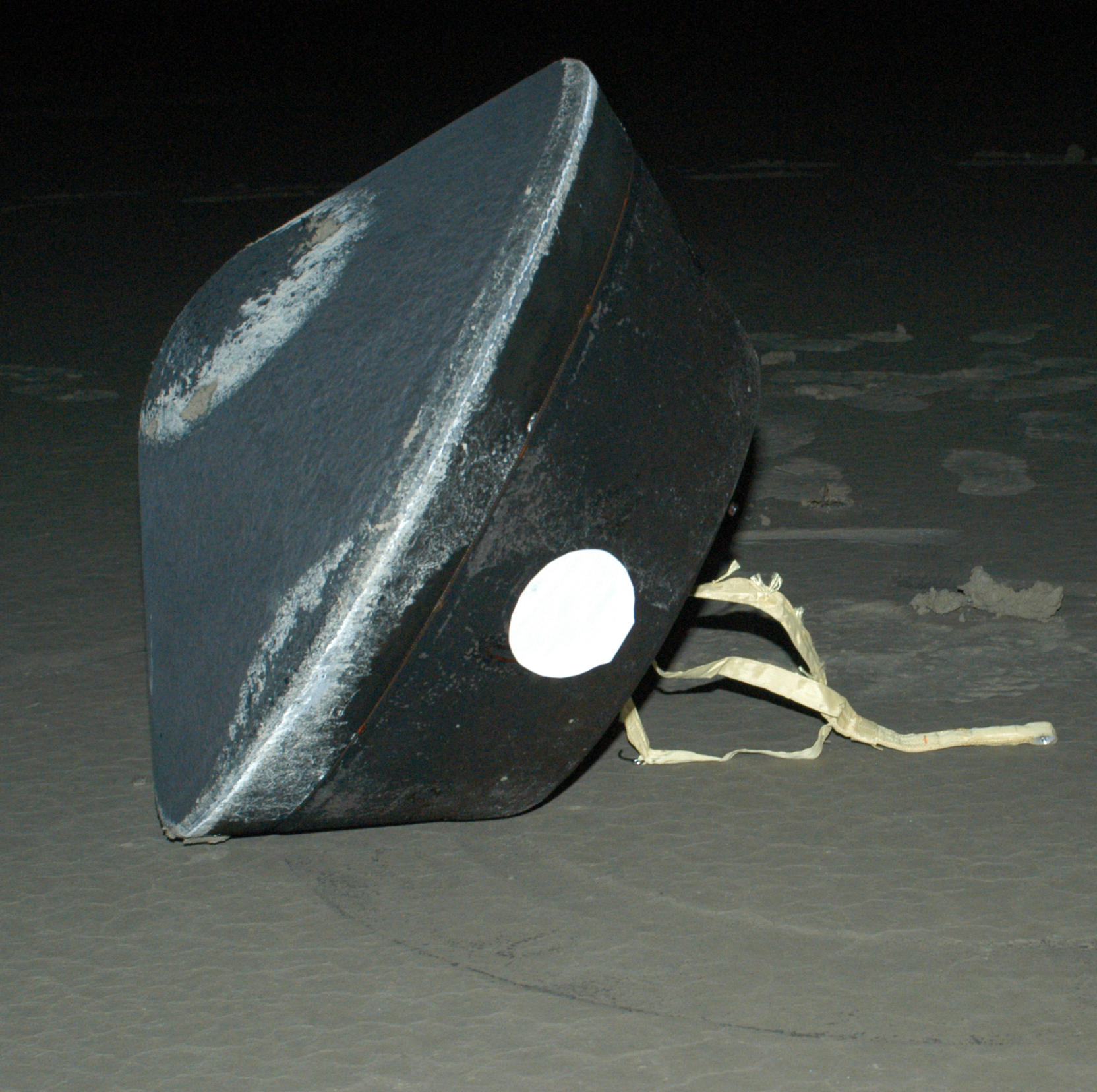
Capsula di rientro della sonda Stardust atterrata con successo nella base della USAF in Utah.

#### PICA
PICA significa Phenolic Impregnated Carbon Ablator ed è un materiale sviluppato del centro di ricerca NASA Ames . È stato utilizzato nella sonda Stardust, la cui capsula per il rientro dei campioni sulla Terra è tuttora l'artefatto costruito dall'uomo che ha raggiunto la maggiore velocità di rientro (circa 12,4 km/s ad una altezza di 135 km). PICA è un moderno materiale per la protezione termica con bassa densità (molto inferiore al carbonio fenolico) e che possiede una capacità ablativa molto efficiente per flussi di calore elevati. Lo scudo termico della sonda Stardust era infatti in grado di sopportare un flusso di picco di 1200 W/cm2, e rende il PICA un materiale ottimo per le missioni del tipo sample-return. La conduttività termica è inferiore a quella degli altri materiali ablativi per flussi di calore elevati.

#### SIRCA

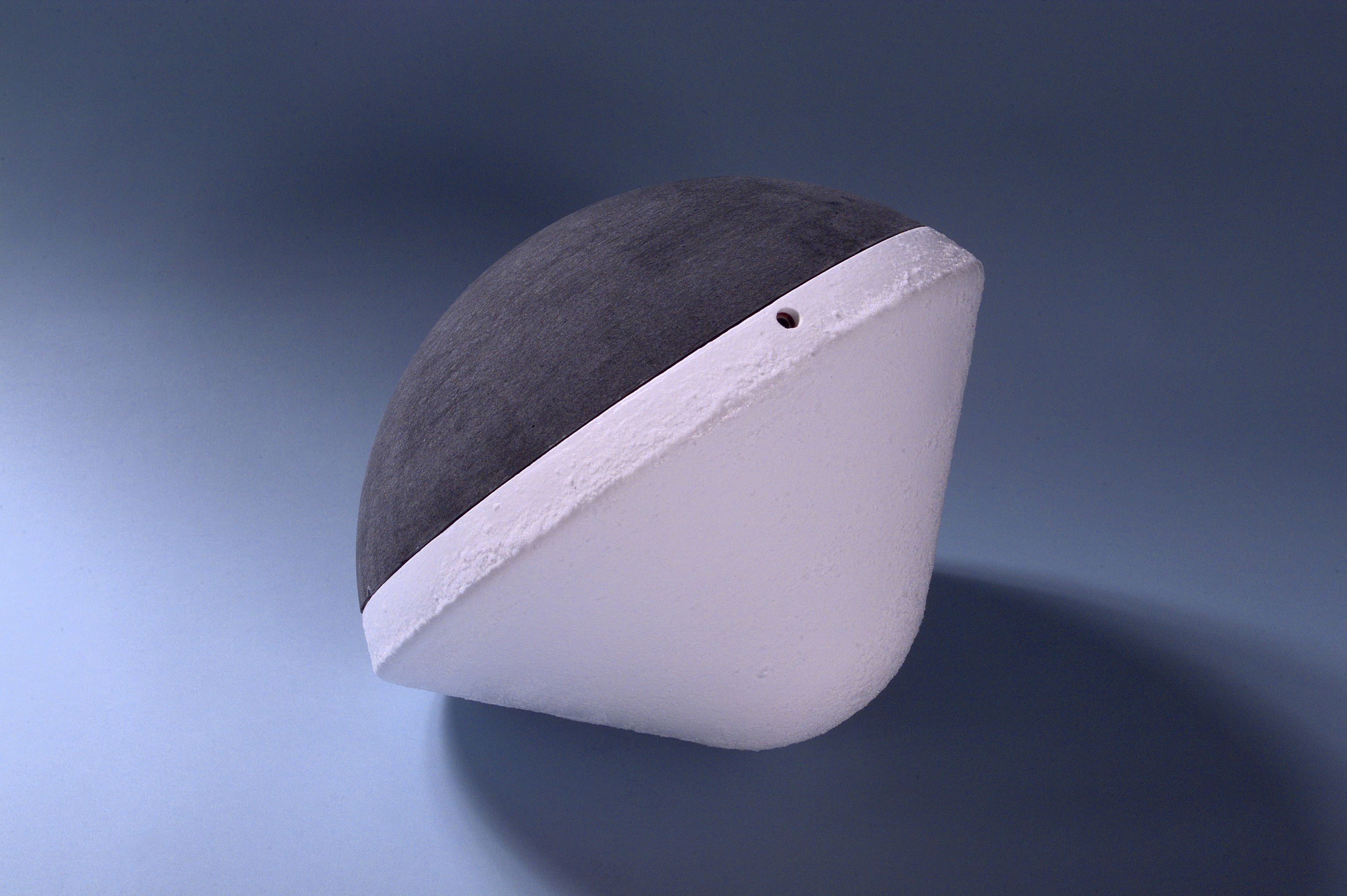
Aeroshell del DS/2, a forma di sfera-cono di 45º con sezione sferica

SIRCA significa Silicone Impregnated Reuseable Ceramic Ablator ed è un altro materiale sviluppato del centro di ricerca Ames. Venne utilizzato sul Backshell Interface Plate (BIP) nelle sonde Mars Pathfinder e i Mars Exploration Rover e come materiale primario della sonda Deep Space 2. È un materiale monolitico e isolante che può fornire protezione termica attraverso il processo di ablazione. È inoltre l'unico materiale che può essere fabbricato in qualunque forma e applicato direttamente al veicolo, senza ulteriori trattamenti (a differenza delle mattonelle dello Space Shuttle). Per queste sue caratteristiche può essere direttamente applicato come mattonelle o in altre forme di diverse forme e dimensioni.

### Assorbimento termico
Uno scudo termico ablativo può perdere molta efficacia quando la temperatura della parete esterna scende sotto il valore necessario per la pirolisi. In questo caso, durante il periodo che trascorre tra la discesa della temperatura e la fine del flusso termico, il calore dello shock layer può essere assorbito dalla parete esterna dello scudo e potrebbe essere trasmesso al veicolo. Questa eventualità viene contrastata con l'espulsione dello scudo (con il calore assorbito) prima che il calore stesso possa trasferirsi all'interno.
L'orbiter dello Space Shuttle fu progettato con uno scudo termico riutilizzabile basato sull'assorbimento termico. La riutilizzabilità di uno scudo comporta, come lato negativo, l'inefficienza a sostenere flussi elevati di calore (lo Shuttle non sarebbe in grado di fronteggiare un rientro lunare).
La parte inferiore dell'orbiter è ricoperto da mattonelle progettate per resistere a molti rientri atmosferici (richiedendo solo piccole riparazioni tra una missione e la successiva). Le mattonelle sono separate tra loro da separatori chiamati gap filler, i quali permettono l'espansione termica delle mattonelle. Questo sistema di protezione termico immagazzina una grande quantità di calore e richiede che lo Shuttle, dopo l'atterraggio, venga collegato ad una unità di raffreddamento a terra per rimuovere il calore racchiuso nello scudo e nell'orbiter. 

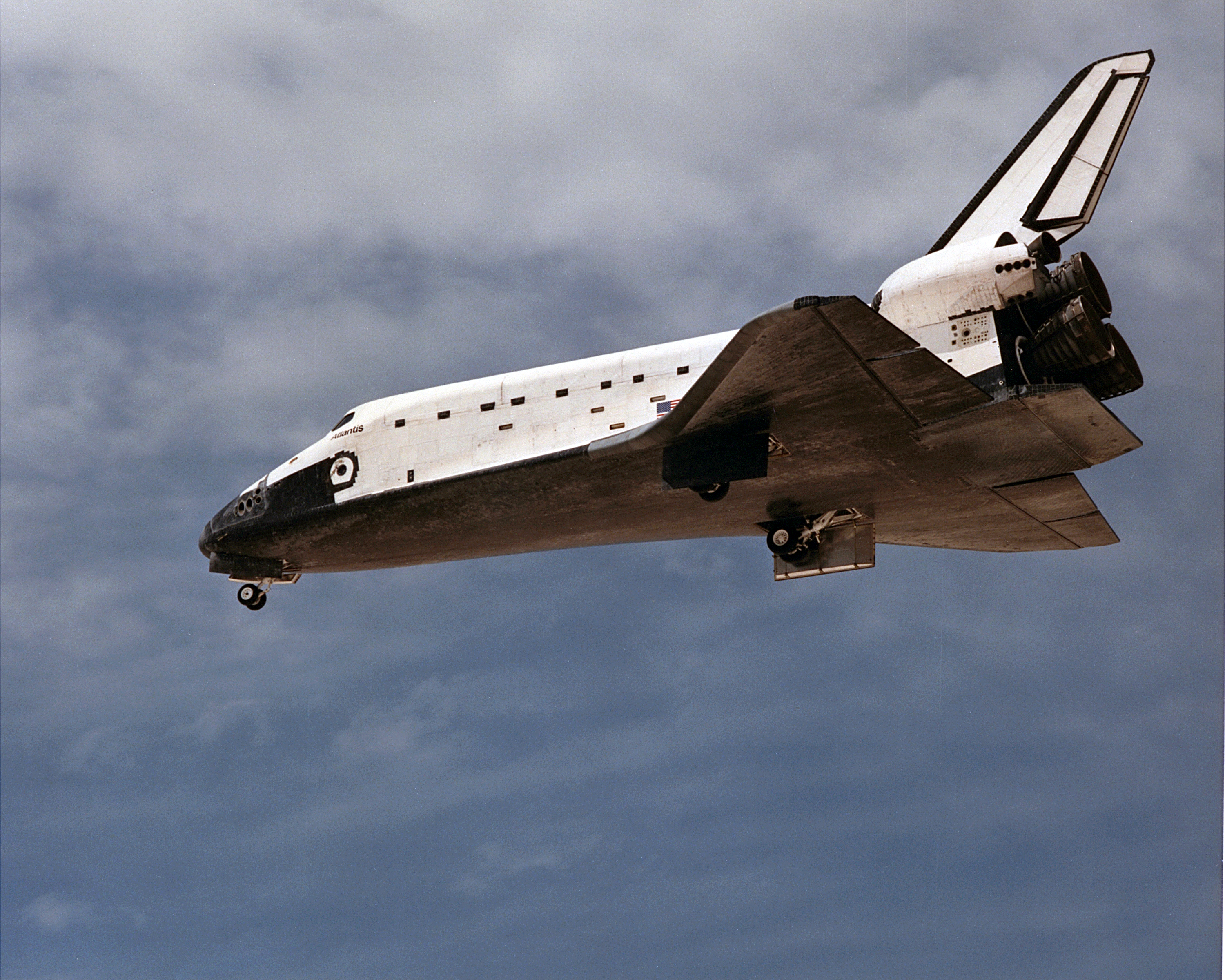
LI-900 è il nome delle mattonelle rigide e di colore nero sulla parte inferiore dello Shuttle

Le mattonelle dello Space Shuttle possiedono notevoli proprietà protettive ma sono piuttosto fragili e si rompono facilmente. Una piastrella LI-900 esposta da un lato ad una temperatura di 1000 K rimane solo leggermente tiepida al tocco sull'altro lato. 

### Raffreddamento passivo
Le protezioni a raffreddamento passivo furono usate inizialmente per assorbire i picchi di calore e successivamente irradiare il calore immagazzinato verso l'atmosfera. Sfortunatamente, le prime versioni richiedevano una quantità considerevole di metalli come titanio, berillio, rame, ecc. che incrementavano notevolmente la massa del veicolo. Divennero preferibili i sistemi ad assorbimento termico e ablativi. 

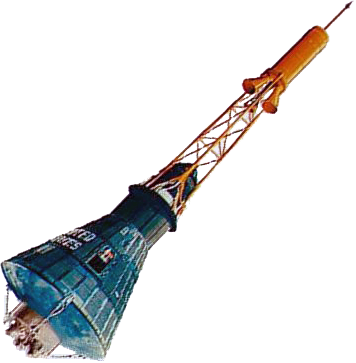
Il progetto della capsula Mercury (mostrata con la torre) prevedeva originalmente l'utilizzo di un sistema di protezione termico raffreddato passivamente ma venne in seguito convertito in uno scudo ablativo

Nei veicoli moderni possono tuttavia essere trovati, ma al posto del metallo viene utilizzato del materiale carbonio-carbonio rinforzato (chiamato anche RCC Reinforced carbon-carbon o carbon-carbon). Questo materiale costituisce il sistema di protezione termico del naso e dei bordi anteriori dello Space Shuttle e fu proposto per il veicolo X-33. Il carbonio è il materiale più refrattario che si conosca con una temperatura di sublimazione (per la grafite) di 3825 °C. Queste caratteristiche lo rendono un materiale particolarmente indicato per il raffreddamento passivo, ma con lo svantaggio di essere molto costoso e fragile.
Alcuni aerei ad alta velocità, come il Concorde e l'SR-71 Blackbird, devono essere progettati considerando un surriscaldamento simile, ma inferiore, a quello che si verifica nei veicoli spaziali. Nel caso del Concorde il naso in alluminio permetteva di raggiungere una temperatura operativa massima di 127 °C (che è di 180 °C più elevata rispetto all'aria dell'ambiente esterna che si trova sotto zero); le conseguenze metallurgiche associate con la temperatura di picco furono un fattore significativo nella determinazione della velocità massima dell'aereo.
Recentemente sono stati sviluppati nuovi materiali che potrebbero essere superiori al 'RCC. Il prototipo SHARP (Slender Hypervelocity Aerothermodynamic Research Probe) si basa su materiali ceramici ultrarefrattari, Ultra-High temperature Ceramics (UHTC), come il diboruro di zirconio (ZrB2) e il diboruro di afnio (HfB2). Il sistema di protezione termico basato su questi materiali permetterebbe di raggiungere una velocità di Mach 7 a livello del mare, Mach 11 a 35000 metri e significativi miglioramenti per i veicoli progettati per i voli ipersonici. I materiali impiegati possiedono caratteristiche di protezione termica in un range di temperature da 0 °C a più di 2000 °C, con punto di fusione ad oltre 3500 °C. Inoltre sono strutturalmente più resistenti dell'RCC, quindi non richiedono dei rinforzi aggiuntivi, e sono molto efficienti nella re-irradiazione del calore assorbito. La NASA ha sovvenzionato (e successivamente interrotto) un programma di ricerca e sviluppo nel 2001 per il test di questo sistema di protezione attraverso l'Università del Montana.
La commissione europea ha sovvenzionato un programma di ricerca e sviluppo Horizon 2020 nel 2016 per i successivi 4 anni per la progettazione, lo sviluppo, la produzione e il collaudo di una nuova classe di compositi a matrice ceramica ultrarefrattaria rinforzata con fibre di carburo di silicio e fibre di carbonio adatte per applicazioni in ambienti aerospaziali severi.

### Raffreddamento attivo
Questo sistema prevede l'impiego di scudi termici costituiti da metalli resistenti alle alte temperature che possiedono un circuito di raffreddamento dove circola un refrigerante o del carburante criogenico. Questo concetto venne proposto per il veicolo X-30, un aereo scramjet ipersonico che tuttavia non riuscì a superare la fase di sviluppo.
All'inizio degli anni '60 vennero proposti vari sistemi di protezione termica che spruzzassero di acqua o di refrigerante lo shock layer. Questi progetti non vennero sviluppati perché i sistemi ablativi convenzionali erano più affidabili ed efficienti.